# 北町日式宿舍建築群
北町日式宿舍建築群，位在台東縣台東市，廣義指台灣日治時代建於台東廳台東街北町的官舍，建築年份在1940年代。狹義指2007年登錄為台東縣歷史建築的17棟日式宿舍。

## 歷史
昭和15年（1940年），設立台東廳立台東高等女學校（現國立台東女子高級中學）。1940年至1941年，在北町（現四維路和寶桑路之間）的學校周邊興建教師官舍。
1945年二戰後，官舍仍由台東女中等公家單位作為宿舍使用。2007年臺東縣政府指定其中17棟宿舍為歷史建築，並爭取經費逐棟修繕，目前共修好11棟，耗資新台幣兩億多元；2024年1月，此11棟經營權由雲朗集團得標，雲朗將花9個月再投入新台幣3千萬營造整體氛圍，提供包含住宿、餐飲空間以及依約須提供展演空間。

## 脚注
1. ↑  . 更生日報.
2. ↑  雲朗集團得標 台東北町11棟歷史建築將成頂級和風食宿空間 （页面存档备份，存于），自由時報，2024-2-18

## 外部連結
- 臺東北町建築群